# 超人バロム・1
『超人バロム・1』（ちょうじんバロムワン）は、さいとう・たかをの漫画『バロム・1』を原作とする東映、よみうりテレビ制作の特撮テレビドラマ作品。1972年4月2日から同年11月26日まで、日本テレビ系で毎週日曜19時30分 - 20時(JST) に全35話が放送された。さいとう・たかをによる原作からは、設定の一部の流用を除き、デザイン、ストーリーは大幅に変更されている。

## 概要
設定やバロム・1のデザインなどは東映側により大幅に脚色され、タイトルの「超人」も、「変身」「決戦」「追跡」など、数多く出されたタイトル案の中から選出された。
作品の傾向としては、敵であるドルゲの尖兵であるドルゲ魔人のグロテスクな怪奇性が強調され、ドルゲの作戦も邪悪・弱い心を持つ人間を操るものが中心で、さらにドルゲの怪奇性を強めていた。後半以降は生物の身体の一部をモチーフにした魔人が登場し、より怪奇性が強い展開となった。チーフ監督の田口勝彦は「悪者と分りやすいデザインにしてあるが、そのデザインの奥底に怪人の本性が隠してあることを狙いにしていた」と回想している。

## バロム・1
白鳥健太郎と木戸猛がお互いの右腕をクロスさせることによって、二人の友情のエネルギーから生み出される正義のエージェント。バロムクロスと同時に、健太郎と猛の友情エネルギーがボップに内蔵されたバロム・1への変身機能と反応、そこから閃光とともに放出されたエネルギーが二人を包み込み、同時に友情波がお互いの心臓に流れて二人の肉体を融合させた後、二人だけが持つ特殊なバロムDNA（コプー染色体）とバロムエネルギーが融合した身体を超人として変異させる。健太郎の頭脳がバロム・1の知性となり、猛の体力がバロム・1の力となる。超人の身体に変異した後、プロテクターが身体を包み込んで正義の超人バロム・1が誕生する。変身が完了すると同時に、両目とヘルメットの矢印部分＝エネルギーチャージランプが矢印の方向に光り出し、身体全体にバロムエネルギーが充填される。ただし、両目の中で会話する場面がたびたび挿入されるように変身前の自我も残っているため、二人が喧嘩をしたりお互いを信頼しない状況に陥った場合、バロム・1の変身は解けてしまい、お互いの信頼関係が回復するまで再び変身することはできない。友情エネルギーが300バロム以上あればバロム・1に変身できるが、普通の人の友情エネルギーは50バロム。二人がピンチに陥った場合など、友情エネルギーが急速に回復するケースも多かった。
体は特殊な細胞でできており、7千度の高温、零下210度の低温、100気圧、10万ボルトの電撃、あらゆる劇薬に耐えるが、中盤以降は魔人が強力になったのか、敵の毒や炎で苦しむ場合もあった。また、人質を取られて抵抗を封じられ、一方的に痛めつけられるような局面も再々あった。超能力とシューズに装備されている重力反発装置によって空を飛ぶことができる。バロムヘルメットは500トンの圧力に耐えることが可能で、マスクに装備されているどこでも酸素が取り出せる装置＝バロムブレスによって海底、地底とも千メートルの移動もできる。目は赤外線増幅器が装備されており、2キロメートル先まで見えるほか、遮光シャッターで光による攻撃を防ぐ。全身の神経を耳に集中させることで人間の千倍の聴力が得られ、4km四方の音を聴ける。胸に巨大なトゲが刺さっても、全身のエネルギーを胸に集中させれば引き抜ける。児童誌向けの設定では、体内の善悪ろ過器により絶対的な善のエネルギーを生み出し、決して悪に染まることがない。

### 必殺技
パンチ技が主体であり、設定によれば必殺パンチを打ち込む時、拳の骨の部分に身体中のカルシウムが一時的に集まり、加えて手に装備されているバロムグローブにおける「拳の威力を倍増させるスプリング倍増装置」の総合作用により、強力なパンチを放つことができる。また、膝打ちは50トンの物を打ち破ることができ、バロムシューズに装備されているキック力が10倍になる特殊スプリングの作用により、強力なキックを放つ。
バロム爆弾パンチ
バロム・1の必殺技。ジャンプして空中回転し、そのまま魔人に突進して必殺パンチを決める。敵を粉砕した後、「バローム」というかけ声とポーズを取る。バロム・1は当初、代表的な必殺技を持っていなかったが、第12話で爆弾パンチが初登場して以降、メインの必殺技として使用されることになった。第21話からは、広角レンズを用いたカメラに向かって繰り返し拳を連打する演出が入ったが、実際には一撃のパンチである。
必殺爆弾パンチ
第14話での特訓で編み出した改良技。空中で必殺パンチを決める。バロム爆弾パンチをパンチ返しで破るアリゲルゲを倒した。
必殺2段パンチ
ジャンプして空中で横回転しながら敵に突進してパンチ、その後に再度ジャンプしてバロム爆弾パンチを放つ2段攻撃。バロム爆弾パンチをパンチ返しで破るヤゴゲルゲを倒した。
バロムブレイク
身体中のカルシウムを肩の部分に一時的に集中させた後、突進してショルダータックルを食らわす。5メートルのコンクリートを破ることができ、主に繋ぎ技として使用されるが、イカゲルゲとの戦いでは決め技として使われた。
バロムフライ
大ジャンプで移動する。本来は攻撃技ではないが、クモゲルゲとの戦いではこの技を応用した飛び蹴りが決め技となった。別名・バロムジャンプ。
バロムカット
オコゼルゲとアンゴルゲを倒した投げ技。技名は本編では未呼称。
バロム空中落とし
敵を掴んでジャンプし、空中で背負い投げを決める。フランケルゲ、ミイラルゲ、ナマコルゲを倒した。
バロムスイング
敵を掴んで振り回し、投げ飛ばす。主に繋ぎ技として使用される。
バロム真空投げ
敵を上空に放り投げる。主に繋ぎ技として使用されるが、ケラゲルゲやゲジゲルゲとの戦いでは決め技として使われた。
バロムドリラー
地中に閉じ込められた際、体を高速回転させて、ドリルのように地中を掘り進んで脱出する能力。また、高速回転能力は拘束を振りほどく・風を起こす・敵の攻撃を回避・建物の天井を突き破る・身体に刺さったトゲを抜く、といったさまざまな用途に応用可能。
バロムダイナミックパンチ
第5話で敵のアジトから脱出するために使用したパンチ技。同様の技に、第34話で洞窟を塞ぐ岩を破壊するために使用したバロムパンチがある。
バロムチョップ
強力なチョップ。体を失ったヒャクメルゲの頭を破壊した。別の戦いでも敵の拘束を破るために使用されている。
バロム返し
空中の敵を掴んで地面に投げ飛ばす。ハネゲルゲにダメージを与えた。
熱光線
目からライト状の光を放ち、敵に当たると爆発する。保護色で隠れたミノゲルゲを見つけ出し、ダメージを与えた。
バロムスパーク
再生カミゲルゲの髪に拘束された際、爆発を起こして振りほどいた技。
台風のような風を起こす能力
右腕を回したり、空中で全身を高速回転させて、台風に匹敵するほどの風を起こす。前者はランゲルゲの毒花粉を跳ね返す花粉返しに、後者はウミウシゲの火炎を跳ね返すために使用。
人間の記憶を探る能力
人間に触れて、相手の記憶を探る超能力。ノウゲルゲに脳波を奪われた人間の記憶を探るために使用。
正体透視能力
相手の正体を見破る能力。ハネゲルゲによって怪物にされかけている赤ん坊を見抜いた。
エネルギー爆発
宇宙へ逃げようとするドルゲに突進、ドルゲのエネルギーと自分のエネルギーをぶつけて爆発を起こすことでドルゲを倒した。

### 使用するメカ・マシン
ボップ
手のひらサイズの楕円球を長軸に沿って二つ割りにした形状をしている。変身前は常時健太郎と猛のどちらかの服のポケットの中に収まっており、変身後はバロムベルトのホルダーに装備されている。ドルゲに反応するレーダー・発信機・サーチライトボップ・スーパーカーマッハロッドに変型する機能・バロム・1の正体を誰かに知られそうになった場合も含む仲間の危険を知らせる機能などを有するデバイスである。裏側に友情エネルギーを計る友情バロメーターが付いている。直接投げつける武器として使え、一撃でアントマンを倒すことができるほど攻撃力は高い。最終回ではドルゲの身体の一部であるドルゲ洞を破壊した。
- 第12話でプロップが新調された。

サンシャインボップ
ボップを使用した技。ボップを空に投げつけ、太陽並みの強烈な光で周囲を照らして、ハネゲルゲの力の源である赤い三日月を隠した。
マッハロッド
バロム・1がジェットボップの能力によってボップを掛け声とともに空に投げて変形させた万能スーパーカー。車体色はオレンジ色で、フロントから車体側面を経由する長大なマフラーと、車体後部に直立する巨大なローターが特徴のオープンカー。最高時速はマッハ2で、120メートルの垂直上昇能力も持っている。飛行も可能で、水中や地中も走行できる。バロムレーダーや威力を調整できる衝撃波銃、および煙幕装置を装備。
- 製作はエキスプロダクションが担当。撮影用に2タイプの車両が用意され、車体の形状、フロントエンジンの位置、ローターの大きさの違いなどにより、Aタイプ（前期型・第11話まで）とBタイプ（後期型・第12話以降）に分けられる。これは、Aタイプがライトが振動で動いてしまうために改造車扱いとなることから、ロケ地への移動をクリアするためであった。放送当時に発売された玩具でも、商品によってモデルとしたタイプが異なっている。
- 第24話・第33話で使用されたプロップは玩具を改造したものである。
- イラストレーター・ライターとして知られる遠藤イヅルによれば、ベース車はAタイプがダットサン（日産）フェアレディ、Bタイプが初代サニートラックだという。

### デザイン・造型
デザインはさいとう・たかをの手でテレビ用のものが新たに起こされているが、口の処理を造形時に変更している。モチーフは鳥。
通常、ヒーローのマスクは粘土原型から型抜きを行うが、本作品では時間的余裕がなかったため、バロム・1のマスクは人間の頭が入るサイズのウレタンを土台に材料を貼り付けるという手法がとられた。胸部や肩のプロテクターはウレタン製で、通気性や軽量性のため内側に蜂の巣状の穴を開けている。
本編撮影前に行われたスチール撮影会や第1話の一部では、頭部の「B」の文字は白く塗られていた。また、上腕部のプロテクターも取り付けられていなかった。
バロム・1のスーツは、タイツの部分がグリーンやライトイエロー、ライトグリーンと、回によって著しく異なっている。これは、エキスプロダクションの八木功によれば、撮影が進むにつれてスーツが色落ちするためにその都度染めており、染料を混色する際の微妙な調合の違いによる結果で「染めてみなきゃ判らない」というものだった。これについて主演の高野浩幸は、「洗濯を繰り返して色落ちしたスーツは主にトランポリンアクション用に使われていた」と証言している。
健太郎と猛が目の中で会話するシーンは、バロム・1の頭部を型取ったセットの中で高野と飯塚が演じている。

## 登場人物
白鳥 健太郎（）
江南第一小学校5年生の秀才少年で、バロム・1の知恵の部分を担っている。頭脳明晰で冷静な性格。小柄で、エンディング主題歌や挿入歌では「チビ」と通称されている。ドルゲとの戦いでは時に非情とも取れる判断を下し、猛とは衝突することも多いが、友情と正義の心は人一倍強い少年でもある。猛からガリ勉と評されるが運動神経は意外に高く、アントマンとの戦いでは機敏な動きを見せる。

木戸 猛（）
健太郎のクラスメイト。自他とも認める江南第一小学校一のガキ大将で、バロム・1の力の部分を担っている。通称「番長」。力自慢の熱血漢で同級生からも人気は高い。運動神経抜群、また叔父の松五郎に柔道などの武術を習っているので、アントマンとの戦いでも高い能力を発揮する。

木戸 松五郎（）
猛の叔父。猛には「松おじ」と呼ばれる。就職浪人をしながら様々なバイトをこなす一方で、空手三段柔道五段の腕前を用いてアントマンをなぎ倒す。抜けた面も多いが子供や学生時代の後輩に慕われる世話好き。
特撮版では上記の設定だが、シリーズでもリメイクの度に設定が著しく変わる。

木戸 燐太郎（）
猛の父で松五郎の兄。「鬼刑事」と呼ばれる警視庁の刑事。

白鳥 敬太郎（）
健太郎の父。日読新聞のデスク。燐太郎とは事件現場でかち合う懇意の仲。

白鳥 静（）
健太郎の母。

木戸 紀子（）
猛の姉。母不在の木戸家で男3人の世話をする。事件に巻き込まれて魔人との対決の場に居合わせることもある。

コプー
善の化身。地球人の老人のような姿を現す。

ドルゲ
善を憎み、愛を嘲る、地底に降り立った悪の化身。人間をドルゲ細胞で冒すことによって悪のエージェントであるドルゲ魔人を作り出す。「ルロロロロロロ、ドールゲー」という不気味な声とともに登場する。瞬間移動能力を持ち、角のようなテレパシー発振器によってアントマンとドルゲ魔人に命令を下す。20メートルまで巨大化し、地震や雷を起こすことができる。バロム・1と同じ善悪濾過器を持っているが正反対の作用を持ち、決して善に染まることはない。
ミスタードルゲ
大魔人ドルゲの仮の姿。世界で五指に入る「ドルゲ財閥」の当主という触れ込みで、日本社会に姿を現す。

召使
第2から11話に登場。ターバンを巻き、口髭を生やした小柄な怪人物。ミスタードルゲを「ご主人様」と呼び、主人の車椅子をいつも押している。運転手や脅迫交渉もこなす。また、第8話でナマコルゲに命令を下す場面がある。

ドルゲピエロ
第34話に登場。ピエロの姿で幻惑し、遊園地の子供たちを地下のドルゲ洞に誘導する。バロム・1を道連れにするために、大落盤で絶命した。ドルゲの忠実な下僕だが、最終決戦のための捨て駒に過ぎなかった。

アントマン
ドルゲの戦闘員。黒地に白い渦巻きがある全身タイツ姿で、顔には目も鼻も口もない。地中などから不気味な笑い声を上げながら出現する。反面、さらったおてんばな少女の世話に手を焼いたり、捕らえた猛から足を踏みつけられると猛を掴んだ手を離してしまうなどといった間の抜けた一面もある。発生は明らかではないが、さらって来た人間を改造する描写があり、身体と同じ渦巻き模様の付いた蝋燭のロウを垂らされた人間の掌に渦巻き模様ができてゆく、というくだりがあった。
また、渦巻きが虹色のリーダー格のアントマンも第24話まで数体混じって登場しており、ドルゲ魔人の代わりにほかのアントマンの指揮を行なうことがあった。パンチを受けてバラバラになる描写など、『仮面ライダー』などの戦闘員との差別化が図られていた。またホネゲルゲ配下のアントマンは顔面が髑髏になっている。仕える魔人の特徴を表しているもの（タコゲルゲならタコの足、キバゲルゲならキバなど）を手に装着し、バロム・1と闘うことも多い。

ドルゲ魔人
ドルゲによって生み出された悪のエージェント。第1話から第8話まではドルゲマン、第26話ではドルゲ妖怪とも呼称されている。
オコゼルゲからサソリルゲまでは、ドルゲの細胞を人間やモチーフとなった動植物に移植して作り出されており、クチビルゲ以降の人体魔人は、ドルゲ自身の肉体の一部から生み出された。
- デザインは三上陸男による。造形は村瀬継蔵率いるツエニーが担当。村瀬はツエニーを設立後まとまってきた仕事が本作だったため最初は緊張したと述懐している。当時はタイトなスケジュールで、魔人のスーツも完成したら塗料が乾かないうちに現場へ届けていたという。第21話のヒャクメルゲと第22話のクチビルゲは村瀬の手許に造形資料の写真が存在せず、村瀬は当時多忙であったため、この2体はエキスプロダクションに頼んだのではないかと述べている。
- 人体をモチーフとするアイデアは、特撮テレビドラマ『ジャイアントロボ』に登場した手をモチーフとしたガンガーや目をモチーフとしたガンモンスなどから着想された。プロデューサーの佐野寿七は、人体をモチーフにしたことで本作品の特色が出たが、アイデアをもう少し早く着想していれば『仮面ライダー』と差別化できたのではないかと述懐している。

## キャスト
- 白鳥健太郎 - 高野浩幸
- 木戸猛 - 飯塚仁樹
- 木戸松五郎 - 砂川啓介
- 木戸刑事 - 小林清志
- 白鳥デスク - 中原成男
- 白鳥静 - 上田みゆき
- 木戸紀子 - 戸島和美
- コプー - 寺島幹夫（第1・35話）
- バロム・1の声 - 上田耕一（第1 - 9話）、桑原たけし[26][注釈 7]（第10・11話）、村越伊知郎（第12 - 35話）
- ドルゲの声 - 飯塚昭三
- ミスタードルゲ - 室田日出男（第2 - 11話）
- ミスタードルゲの召使 - 花巻五郎（第2 - 11話）
- ナレーター - 田中信夫

### ゲスト
- 須崎久美江 - 斉藤浩子（第1話・第3話・第8話）
- 若い女 - 松本初代（第1話）
- 番長 - 藤江喜幸（第3話）
- 記者 - 富士乃幸夫（第6話・第7話）
- 日読新聞記者・海野 - 水木一郎、声：池水通洋[6]（第8・9話）
- 捕虜13号 - 中屋敷鉄也（第9話）
- 徹夫 - 塩屋翼（第14話）
- 道雄 - 岡浩也（第18話）
- 一つ目 - 中屋敷鉄也（第19話）
- サソリ道人 - 天本英世（第20話）
- 警官 - 富士乃幸夫（第20話）
- 浩太 - 川口英樹（第21話）
- 東海林京介 - 久里みのる（第23話）
- 昇 - 佐久田修（第24話）
- カオル - 斉藤浩子（第27話・第29話）
- サッちゃん - 北村佳子（第30話）
- 賢治の父 - 長沢大（第31話）
- 賢治 - 初瀬川まさし（第31話）
- 女中 - 真咲美岐（第31話）
- 山崎 - 二階堂剛（第31話）
- 井上先生 - 中村万里（第31話）
- かよ子 - 内海和子（第32話）
- ドルゲピエロ - 潮健児（第34話）
- とおる - 塩屋翼（第34話）

### スーツアクター
当初は『仮面ライダー』2号編を終えた中村文弥がバロム・1を担当したが、直後に『変身忍者 嵐』へ移ることとなったため、中屋敷鉄也に交替した。
- バロム・1（メイン）[28] - 中屋敷鉄也
- バロム・1（第1、2話[29]）- 中村文弥
- アントマン[30] - 山田茂

## スタッフ
- 原作 - さいとう・たかを、さいとう・プロ
- 企画 - 平山亨（東映）、佐野寿七（よみうりテレビ）
- 製作担当 - 七条敬三（東映）、池頭俊孝（よみうりテレビ）
- 技斗 - 高橋一俊、池田力也[31]（大野剣友会）
- スタント - 三隅修 （JAC）
- 撮影 - 篠原征夫、原秀夫
- 助監督 - 前川洋之、平山公夫、長石多可男、高橋正治
- 美術 - 三上陸男（エキスプロダクション）
- 造形 - 村瀬継蔵（ツエニー）、エキスプロダクション
- 魔人デザイン - 三上陸男、前沢範、高橋章
- 音楽 - 菊池俊輔
- 制作 - よみうりテレビ、東映

## 主題歌
オープニングテーマ「ぼくらのバロム・1」
作詞：八手三郎 / 作曲：菊池俊輔 / 歌：水木一郎、コロムビアゆりかご会
水木がアニソン歌手として初めてレコーディングした特撮ソングでもあり、日本コロムビアの「コロムビア・ゴールデン・ディスク賞 ゴールデン・ヒット賞」を受賞した。
エンディングテーマ「友情のバロム・クロス」
作詞：八手三郎 / 作曲：菊池俊輔 / 歌：水木一郎、コロムビアゆりかご会
挿入歌「超人バロム1のクリスマス」
作詞：土井信 / 共作詞：丘灯至夫 / 作曲・編曲：菊池俊輔 / 歌：水木一郎、コロムビアゆりかご会
クリスマス企画盤のオムニバスEP『みんなのクリスマス』（1972年11月発売、C-517）に「ムーミンのクリスマス」「樫の木モックのクリスマス」「仮面ライダークリスマス」とともに収録された楽曲。

## 制作

### 企画経緯
企画の発端は、『週刊ぼくらマガジン』の編集長だった講談社の岩本文夫が、『巨人の星』を大ヒットさせたよみうりテレビのプロデューサー・佐野寿七に漫画『バロム・1』のアニメ化の企画を持ちかけたことによる。
そして、『バロム・1』のアイディアを担当していた宮崎惇を加えて企画が進められていくなかで、東映動画とのディスカッションの際に、当時の東映テレビ部部長だった渡邊亮徳の「企画自体は面白いから『仮面ライダー』のセカンドとして制作してみては」という提案で、特撮作品として制作されることが決定した。
作品テーマは正義と友情のヤング・アクションとされ、東映側のプロデューサーには『ライダー』の平山亨が当たることとなった。平山は、よみうりテレビとの初仕事に大変張り切って臨んだという。当初は『仮面ライダー』と同じ土曜日に放送されていたテレビアニメ『天才バカボン』の後番組に予定されていたが、『ライダー』と同じ東映での制作となったことにより、テレビアニメ『ルパン三世』の後番組として日曜日19時台での放映となった。
キャラクター造形は、当初『仮面ライダー』と同じくエキスプロダクションが担当していたが、同社は『仮面ライダー』に加え『変身忍者 嵐』も掛け持ちして多忙であったため、同社から独立した村瀬継蔵が率いるツエニーが請け負った。

### ドルゲ事件
放送開始から4ヶ月が過ぎた1972年8月25日、朝日新聞社が「『”魔人ドルゲ”は僕じゃない』『友だちがいじめる』『同姓の坊や 仮処分申請』『偶然の一致、変更ムリ』」などの見出しで、「神戸市に在住していたドルゲ姓の音楽大学教授のドイツ人が、魔人ドルゲがもとで息子がいじめられると放送局に抗議し、名称使用差し止めの仮処分申請をした」と報道し、社会問題となった。1972年9月26日には「『悪玉ドルゲ、童心に降参』『11月で姿消します』『読売テレビが和解 君の言い分通る』『生き生きとした顔で学校へ』」などの見出しで、弁護士を通じ和解が成立したと報道した。
よみうりテレビの佐野寿七プロデューサーは報道や噂の一部を否定している。まず、裁判にはなっていない。仮処分は訴訟と異なり、短時間で結論が出ることが多い。東映に「この事件は番組の音頭を取っている僕の責任だから平山さんには言わないでくれ」と止めていたせいで、関係者に裁判になったと誤解を招いたという。日本では規定されていないが、ドイツ民法では「名前を他人に使用させず占有できる権利」である氏名権を定めており、同様の訴訟がたびたびあることも誤解の一因と思われる。
次に、いじめは起きていない。「ドルゲという名前のせいで子供がえらくいじめられてる」という報道は誤りで、「いじめられる可能性がある」というクレームであり、金銭を支払うなどの不正行為も一切しておらず、報道の一部に誇張があったとしている。佐野は「最初は番組のプロデューサーである僕のところへも取材に来ませんでしたからね。騒ぎになって大分経ってから連絡がきたもんですから、『なぜ公平な取材をしないのか！』って、その時はこちらからクレームを付けました。かなり激しく（笑）」「記事にする前に局の製作者である僕のところに来て、事態を詳しく聞いてくれたら、今ここで語り草にされるほどの（笑）社会的な事件にはならなかったかもしれません」と述べている。
クレーム元の家に通い、泣き落としのように制作の思いや意図、名前の採用に他意がないことを伝えるうち、子供本人もバロム・1のオモチャで遊ぶようになるなど、最終的に親の了解を経て鎮静化したという。なるべくドルゲの名前を使わないよう配慮し、ミスタードルゲ役の室田日出男にはクレームを伝え、出番を少しずつ削る対策を取った。また第29話以降、番組オープニング・タイトルのラストに「このドラマにでてくるドルゲはかくうのものでじっさいのひととはかんけいありません」と、フィクション作品であることを示す注意テロップが挿入されるようになった。このようなテレビテロップは本作品が日本における初出とも言われるが、2009年に1964年（昭和39年）の白黒ドラマ『第7の男』のフィルムが発見され、「こゝに登場する物語　場所　ならびに人物はすべて創作である」とあったため、事実ではない。「フィクションである」という掲示は、1961年（昭和36年）に三島由紀夫『宴のあと』がプライバシー侵害で裁判となり普及した。初出は『宴のあと』連載最終回で「実在の人物とまぎらわしい面があり、ご迷惑をかけたむきもあるようですが、作品中の登場人物の行動、性格などは、すべてフィクションで、実在の人物とは何ら関係ありません」という“ただし書き”を『中央公論』に掲載したものと思われる。
番組が全35話という比較的短期間で終わったのは、この事件の影響だと言われている。佐野は事件が直接の原因ではなく、視聴率の結果、スタッフの「仮面ライダーを超えられない」という思い、局から本数を減らす指示があったため、の三つが原因としている。仮面ライダーの視聴率30%を超える新しい変身ヒーローを目指して始まった作品だが、裏番組の『ムーミン』『スターものまね大合戦』の人気もあり視聴率は13%～15%に留まっており、それ以上の成長を見込めず打ち切りが決まったところで、名称使用差し止め申請の報道があった。1972年9月26日の報道記事では「読売テレビ東京制作部長の話」として、「当初から十一月一ぱいで打ち切る予定だったし、番組中にテロップで『実在の人とは関係ない』という文字を入れることは交渉の過程で、こちらから持ちかけていたこともあり和解に応じることにした」と書かれている。

## 放送リスト
| 話数 | 放送日   | サブタイトル                         | 脚本     | 監督     | 登場怪人                                                       |
| ---- | -------- | ------------------------------------ | -------- | -------- | -------------------------------------------------------------- |
| 1    | 4月2日   | 悪魔の使い 深海魚人オコゼルゲ        | 伊上勝   | 田口勝彦 | - オコゼルゲ（声：丸山詠二、人間態：徳大寺伸）                 |
| 2    | 4月9日   | 呪いの怪人フランケルゲ               | 伊上勝   | 折田至   | - フランケルゲ（声：大宮悌二、人間態：佐藤京一）               |
| 3    | 4月16日  | 恐怖の細菌魔人イカゲルゲ             | 伊上勝   | 折田至   | - イカゲルゲ（声：渡部猛、人間態：島津元、竹村清女）           |
| 4    | 4月23日  | 吸血魔人ケラゲルゲ                   | 伊上勝   | 田口勝彦 | - ケラゲルゲ（声：和久井節緒）                                 |
| 5    | 4月30日  | 発狂魔人ミイラルゲ                   | 伊上勝   | 田口勝彦 | - ミイラルゲ（声：増岡弘、人間態：山本健）                     |
| 6    | 5月7日   | 怪腕魔人エビビルゲ                   | 伊上勝   | 折田至   | - エビビルゲ（声：丸山詠二）                                   |
| 7    | 5月14日  | 変化魔人アンゴルゲ                   | 伊上勝   | 折田至   | - アンゴルゲ（声、人間態：辻村真人）                           |
| 8    | 5月21日  | 毒液魔人ナマコルゲ                   | 山崎久   | 田口勝彦 | - ナマコルゲ（声：神山卓三）                                   |
| 9    | 5月28日  | 冷血魔人クモゲルゲ                   | 滝沢真里 | 田口勝彦 | - クモゲルゲ（声：上田敏也、人間態：杉浦真三雄）               |
| 10   | 6月4日   | 地震魔人モグラルゲ                   | 伊上勝   | 折田至   | - モグラルゲ（声：岡部政明）                                   |
| 11   | 6月11日  | 毒ガス魔人ゲジゲルゲ                 | 滝沢真里 | 折田至   | - ゲジゲルゲ（声：緑川稔、人間態：野々浩介）                   |
| 12   | 6月18日  | 魔人キノコルゲはうしろからくる！     | 滝沢真里 | 田口勝彦 | - キノコルゲ（声：岩城和男）                                   |
| 13   | 6月25日  | 魔人タコゲルゲが子供をねらう！       | 島田真之 | 田口勝彦 | - タコゲルゲ（声：島田彰、人間態：早瀬恒志）                   |
| 14   | 7月2日   | 魔人アリゲルゲと13のドルゲ魔人       | 伊上勝   | 田口勝彦 | - アリゲルゲ（声：保科三良） - 再生ドルゲ魔人                  |
| 15   | 7月9日   | 魔人ミノゲルゲが君の町をねらう!!     | 島田真之 | 山田稔   | - ミノゲルゲ（声：神山卓三、人間態：飯塚実）                   |
| 16   | 7月16日  | 魔女ランゲルゲは鏡に呪う             | 滝沢真里 | 田口勝彦 | - ランゲルゲ（声：坂井すみ江、人間態：後藤ルミ）               |
| 17   | 7月23日  | 魔人ウミウシゲが君をアントマンにする | 前川洋之 | 田口勝彦 | - ウミウシゲ（声：島田彰）                                     |
| 18   | 7月30日  | 魔人アンモナイルゲがパパをおそう     | 島田真之 | 田口勝彦 | - アンモナイルゲ（声：大宮悌二）                               |
| 19   | 8月6日   | 魔人ヤゴゲルゲが子守唄で呪う         | 伊上勝   | 小山幹夫 | - ヤゴゲルゲ（声：今西正男）                                   |
| 20   | 8月13日  | 魔人サソリルゲが地上を征服する!!     | 島田真之 | 小山幹夫 | - サソリルゲ（声：勝田久、人間態：天本英世）                   |
| 21   | 8月20日  | 魔人クチビルゲがバロム・1を食う!!    | 滝沢真里 | 田口勝彦 | - クチビルゲ（声：大宮悌二、人間態：吉田義夫）                 |
| 22   | 8月27日  | 魔人ヒャクメルゲが目をくりぬく       | 伊上勝   | 田口勝彦 | - ヒャクメルゲ（声：京田尚子、人間態：藤井まゆみ）             |
| 23   | 9月3日   | 魔人ノウゲルゲが脳波を吸う!!         | 滝沢真里 | 田口勝彦 | - ノウゲルゲ（声：神山卓三）                                   |
| 24   | 9月10日  | 魔人ウデゲルゲは神社で呪う           | 島田真之 | 田口勝彦 | - ウデゲルゲ（声：大宮悌二、人間態：見明凡太朗）               |
| 25   | 9月17日  | 魔人ホネゲルゲの白骨が風にうめく！   | 滝沢真里 | 田口勝彦 | - ホネゲルゲ（声：岩城和男）                                   |
| 26   | 9月24日  | 魔人ハネゲルゲが赤い月に鳴く         | 滝沢真里 | 折田至   | - ハネゲルゲ（声：丸山詠二、人間態：高杉哲平）                 |
| 27   | 10月1日  | 魔人キバゲルゲが赤いバラに狂う!!     | 島田真之 | 田口勝彦 | - キバゲルゲ（声：里見たかし）                                 |
| 28   | 10月8日  | 魔人クビゲルゲが窓からのぞく!!       | 滝沢真里 | 田口勝彦 | - クビゲルゲ（声：勝田久、人間態：富川澈夫）                   |
| 29   | 10月15日 | 魔人ウロコルゲがドルゲ菌をバラまく!! | 伊上勝   | 田口勝彦 | - ウロコルゲ（声：丸山詠二）                                   |
| 30   | 10月22日 | 魔人ハサミルゲが待ちぶせて切る!!     | 滝沢真里 | 田口勝彦 | - ハサミルゲ（声：今西正男）                                   |
| 31   | 10月29日 | 魔人カミゲルゲは悪魔をつくる!!       | 村山庄三 | 田口勝彦 | - カミゲルゲ（声：大宮悌二、人間態（田村家女中頭）：真咲美岐） |
| 32   | 11月5日  | 魔人トゲゲルゲが死の山へまねく!!     | 滝沢真里 | 田口勝彦 | - トゲゲルゲ（声：島田彰）                                     |
| 33   | 11月12日 | 魔人マユゲルゲは地獄の糸で焼き殺す!! | 滝沢真里 | 田口勝彦 | - マユゲルゲ（声：丸山詠二、人間態：人見きよし）               |
| 34   | 11月19日 | 大魔人ドルゲが地底から出る!!         | 伊上勝   | 田口勝彦 | - ドルゲピエロ - ドルゲ魔人                                    |
| 35   | 11月26日 | 大魔人ドルゲがくだけ散るとき!!       | 伊上勝   | 田口勝彦 | - 巨大ドルゲ - 再生ドルゲ魔人                                  |

## コミカライズ
- テレビマガジン（講談社） - さいとう・たかを、さいとうプロ（1972年5・6月号）[52][注釈 16]、松本めぐむ（7月号 - 12月号）[52]
- たのしい幼稚園（講談社） - さいとう・たかを、さいとうプロ（1972年5・6月号）[52][注釈 17]
- 冒険王（秋田書店） - 古城武司（1972年5月号 - 1973年1月号[54]、夏休み増刊号、別冊夏号・秋号）[52]
- テレビランド（黒崎出版） - .松本めぐむ（1973年3月創刊号）[52]
- 月刊少年ファング（リイド社）- にわのまことによるリメイク版が2007年9月号（休刊号）に掲載された後、『変身忍者嵐Χ』1巻初回限定版に収録

## 備考
- 企画段階ではドルゲ「魔人」は「妖人」という設定で、副主題歌の歌詞にもその名残が見られる。
- 本作品の技斗は第2話まで高橋一俊が担当し、高橋は『変身忍者 嵐』を担当することになったため第3話以降は池田力也が担当しているが、池田は殺陣師としてのキャリアが浅かったため、高橋は時間が空いたときに池田に指導のため本作品の現場に赴いている[55]。
- スーツアクターとして中村文弥が全話にクレジットされているが、中村は『変身忍者 嵐』で主演の嵐を担当することになったため第3話以降はほとんど出演していない。また、岡田勝が第15話まで、大杉雄太郎が第16話から最終回までクレジットされているが、二人とも本作品にはほとんど出演していない[56]。
- 本作品の音楽には、同時期に放送されていた『仮面ライダー』の楽曲が一部流用されている。また、翌年放映された『ロボット刑事』には、本作品の予告編用音楽が時おり流用されていた。
- 制作スタッフの大半は本作品終了後、同じ東映生田スタジオの制作によるドラマ、『どっこい大作』に引き続き参加している。
- ウデゲルゲの着ぐるみは、『プレイガール』218話にも登場している。
- オープニングテーマの擬音部分は、作詞を担当した平山亨（「八手三郎」名義）が、原作者のさいとう・たかをの劇画作品に登場する擬音から流用したものであるという[57][58]。
- 『天才バカボン』第68話「パパはこうして植木屋になったのだ」において学校でバカボンがミラーマンになりたいと話してみんなに笑われたことを話した聞いたバカボンのパパが「バカボンがミラーマンになれるならワシだってバロム1ぐらいなれたのだ」と発言している。本作品のスポンサーは『バカボン』、『ミラーマン』と同じ大塚製薬である。
- 2017年3月8日より、YouTubeの「東映特撮 YouTube Official」にて配信が行われた。
- 「超人バロム・1のクリスマス」は収録EPと共にシンコーミュージックのムック「クリスマス・ソング」に紹介されている。
- 2021年6月17日より東映チャンネルで毎週木曜7:00から2話まとめて再放送されたほか同年12月9日より毎週木曜18:00から2話まとめて再放送されることが決まった。同局では過去にも多数再放送されている。

## 劇場版
超人バロム・1（1972年7月16日公開）
第14話のブローアップ版。
「東映まんがまつり・へんしん大会」の一編として上映。
2007年12月7日に発売された「東映特撮ヒーロー THE MOVIE BOX」および、2009年10月21日発売の「東映特撮ヒーロー THE MOVIE Vol.2」に収録されている。

## 映像ソフト化
すべて東映ビデオより発売
- 1985年より、ビデオ（VHS、セル・レンタル共通）が、3巻・9話分を収録したものが発売された。
- 1994年8月21日から1995年1月21日にかけて全話収録のLD-BOX（全2集）が発売された。
- 2004年7月21日から2005年1月21日にかけてDVDが発売された[60]。全4巻の各2枚組で各巻10話（Vol.4のみ1枚・5話）収録。

## 放送局
- よみうりテレビ（制作局）
- 札幌テレビ
- 青森放送：日曜 19:30 - 20:00 [61]
- テレビ岩手：日曜 19:30 - 20:00[61]
- 秋田放送：日曜 19:30 - 20:00[61]
- 山形放送：日曜 19:30 - 20:00[61]
- 宮城テレビ：日曜 19:30 - 20:00[61]
- 福島中央テレビ：月曜 18:00 - 18:30 [62][注釈 18]
- 日本テレビ：日曜 19:30 - 20:00
- 山梨放送 ：日曜 19:30 - 20:00[63]
- 信越放送：月曜 17:15 - 17:45 [64]
- 静岡放送
- 北日本放送：日曜 19:30 - 20:00[65]
- 石川テレビ
- 福井放送：日曜 19:30 - 20:00[65]
- 名古屋テレビ：日曜 19:30 - 20:00[63]
- 日本海テレビ
- 広島テレビ：日曜 19:30 - 20:00[66]
- 西日本放送：日曜 19:30 - 20:00[66]
- 南海放送：日曜 19:30 - 20:00[66]
- 福岡放送
- テレビ長崎
- テレビ熊本：月曜 18:00 - 18:30[67]
- 鹿児島テレビ